# Kankanghin
Kankanghin est une localité située dans le département de Koubri de la province du Kadiogo dans la région Centre au Burkina Faso. En 2006, cette localité comptait 1 316 habitants dont 50,5 % de femmes.